# 小行星15019
小行星15019（15019 Gingold）是一颗绕太阳运转的小行星，为主小行星带小行星。该小行星于1998年9月29日发现。

## 轨道参数
小行星15019的轨道半长轴为2.2067068 UA，离心率为0.129。